# Unterer Steinbach
Der Untere Steinbach ist ein linker Zufluss des Eichenberger Baches im Landkreis Aschaffenburg im bayerischen Spessart.

## Geographie

### Verlauf

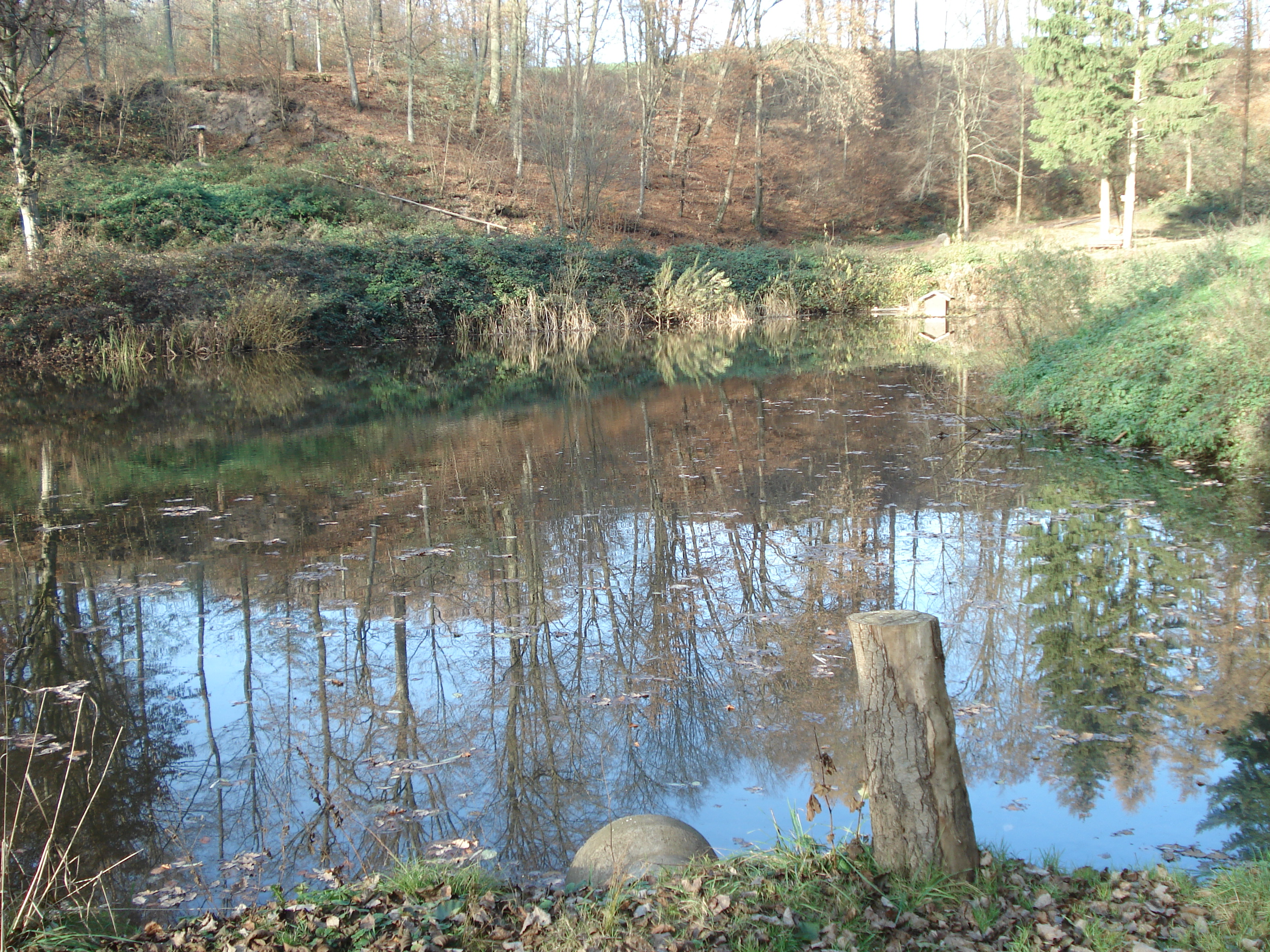
Ein vom Unteren Steinbach durchflossener Weiher

Der Untere Steinbach entspringt südlich von Eichenberg. Nördlich von Sailauf durchfließt er zwei Fischweiher und mündet in den Eichenberger Bach.
Den Namenszusatz hat der Untere Steinbach, um ihn von dem in der Nähe verlaufenden Oberen Steinbach zu unterscheiden.

### Flusssystem Aschaff
- Liste der Fließgewässer im Flusssystem Aschaff